# オボログラス
オボログラスは、日本の大阪を中心に活動している男性3人組バンド。2015年プロジェクト始動。現メンバーでは2016年活動開始。2020年から4人体制になる。

## 概要
『おぼろげな世界を、グラスに浮かべて。』

透明感のあるシティポップを主軸に、Jazz、AOR、R&B、Funk、そして歌謡曲などのエッセンスを取り入れ、上質な音楽を作り上げる。
バンド名はVo.落合がお洒落で大人っぽいもののイメージとして”お酒”というのがあり、それを連想させるアイテムとして「グラス」。日本語の美しさを大事にしたいというところから、美しい日本語って何だろう？と考えた時に思い浮かんだのが「おぼろげ」という言葉で、それらを単純に繋ぎ合わせたのがバンド名となる。

## メンバー
落合 修司（おちあい しゅうじ）
- ボーカル&ギター担当
- 生年月日は1991年12月26日（33歳）。血液型はO型[3]。
- 全ての楽曲の作詞・作曲を手掛けている。
- ゲームが好きでYouTubeでゲーム実況を配信している。
- ソロの弾き語りの時はルーパーを使って、ギター、コーラス、ボイパなど音を重ねて演奏をする。

古賀 涼（こが りょう）
- ギター担当
- 生年月日は1989年2月8日（36歳）。血液型はO型[3]。
- メインギターはGretsch G6120T。
- 筋トレにハマっている。

川本 亮（かわもと りょう）
- ドラム担当
- 生年月日は1991年4月25日（33歳）。血液型はA型[3]。
- ドラマー、ドラム講師、写真家、映像エディター、映像作家など、多彩な才能を発揮している。
- マーチという名前の犬を飼っている。

紀平 暁人（きひら あきと）
- ベース担当
- 生年月日は1992年1月27日（33歳）。血液型はA型[3]。
- 結成当時からのサポートメンバーだったが、2020年11月23日に行われた自主企画イベント、オボログラスpre.『OUR LITTLE CASTLE vol.4』にて正式メンバーとして加入を発表。オボログラスの楽曲には全て参加している。
- エレクトリックベース、ウッドベース、フラットマンドリンを弾く。